# Seleuco VI Epifânio Nicátor
Seleuco VI Epifânio Nicátor foi um rei selêucida da Síria.

## Família
Seleuco VI era filho de Antíoco VIII Gripo. Seu pai era filho de Demétrio II Nicátor e Cleópatra Teia.
Ele tinha dois irmãos, gêmeos, Antíoco e Filipe I Filadelfo, filhos de Antíoco VIII Gripo e Trifena, filha de Ptolemeu VIII Evérgeta; Trifena não é mencionada nos textos antigos como mãe de Seleuco VI, mas esta hipótese é assumida por quase todos historiadores modernos.
Outros irmãos foram Demétrio III Filopátor, o quarto filho de Antíoco Gripo, e, possivelmente, Antíoco XII Dionísio, citado como irmão de Filipe I Filadelfo e de Demétrio III Filopátor.
Seu pai, rei da Síria, havia sido derrotado por Antíoco IX de Cízico, meio-irmão de Antíoco VIII, por ser filho de Cleopatra Teia e Antíoco VII Sideta; Demétrio I Sóter era o pai de Demétrio II Nicátor e Antíoco VII Sideta.

## Reinado
Seleuco VI Epifânio Nicátor, filho de Antíoco VIII, derrotou seu tio Antíoco IX e tomou o trono, mas ele era violento e tirânico, e foi queimado até a morte no ginásio de Mopso (Mopsuéstia), cidade da Cilícia. Segundo Eusébio de Cesareia, Seleuco VI fugiu para Mopsuéstia na Cilícia, e, quando viu que os cidadãos o reconheceram e queriam queimá-lo vivo, cometeu suicídio.

## Sucessão
Seu sucessor foi Antíoco X Eusébio, filho de Antíoco IX. Mas Seleuco tinha dois irmãos, Filipe I Filadelfo e Antíoco, gêmeos, que reuniram um exército, capturaram a cidade de Mopsuéstia e a destruíram. Antíoco, irmão de Seleuco, morreu quando caiu com seu cavalo no Rio Orontes e foi levado pela correnteza, e Filipe, irmão de Seleuco e filho de Antíoco Gripo, continuou a luta contra Antíoco X Eusébio, o filho de Antíoco de Cízico.